# 100 stora finländare
100 stora finländare, på finska Suuret suomalaiset, var en tv-serie som visades i tolv avsnitt på YLE i Finland 2004, i syfte att rangordna de 100 största finländarna genom tiderna, ett koncept likt boken Historiens 100 viktigaste svenskar av Niklas Ekdal och Petter Karlsson, samt 100 Greatest Britons på BBC. Personerna på listan röstades fram av TV-tittare. 

## Den största finländaren
Vinnaren blev krigshjälten och den förre presidenten Carl Gustaf Emil Mannerheim. Han vann i en final mot företrädaren på presidentposten, Risto Ryti, samt Urho Kekkonen, också han president, dock något senare än Mannerheim och Ryti.

## Topp 10
1. Carl Gustaf Emil Mannerheim, president
2. Risto Ryti, president
3. Urho Kekkonen, president
4. Adolf Ehrnrooth, general
5. Tarja Halonen, president
6. Arvo Ylppö, barnläkare
7. Mikael Agricola, reformator
8. Jean Sibelius, tonsättare
9. Aleksis Kivi, författare
10. Elias Lönnrot, författare